# Marie-Noëlle Ada
Marie-Noëlle Ada Meyo, née le 27 janvier 1990 à Ngounie, est une journaliste, mannequin et reine de beauté gabonaise, élue Miss Gabon 2012. Elle est directrice générale adjointe de la chaine d'information nationale Gabon 24 depuis février 2019.

## Biographie

### Enfance
Marie-Noëlle Ada naît le 27 janvier 1990 dans la province de la Ngounié au sud du Gabon. Elle est la quatrième d’une famille de 5 enfants dont 3 garçons et deux filles.

### Formation
Elle quitte le Gabon en 2012 pour poursuivre des études en journalisme en Tunisie et obtient en 2015 une licence en journalisme et communication à l'école Centrale Com de Tunis. Elle poursuit sa formation en journalisme en France, où elle obtient en 2017, un Master 2 en journalisme à l’École Supérieure de Journalisme (ESJ) de Lille. Elle fait partie de 91e promotion de l'ESJ de Lille. 

### Miss Gabon 2012
Marie-Noëlle Ada est élue Miss Gabon le jeudi 29 décembre 2011 au cours de la cérémonie tenue à la Cité de la Démocratie. L'édition 2011 de Miss Gabon, qui a lieu deux ans après la dernière édition, met en compétition 27 candidates dont 3 candidates pour chaque région du pays. Le Jury est composé de Samuel Eto’o, Daniel Cousin, Honorine Dossou Naki et Arnold Djoud. Sa couronne lui est remise par Leila Lopez, Miss Univers 2011. Elle succède à Marlyne Léa Ayenne Ella, Miss Gabon 2009.
Ses dauphines sont Channa Divouvi et Cherolle Boubeya.

### Miss Monde 2012
Elle participe au concours Miss Monde 2012  qui a lieu à Dongsheng en Chine le 18 août 2012. C'est la première Miss Gabon à prendre part à cette compétition. Au cours de la compétition, elle fait partie des sept africaines qualifiées pour la finale du "Concours Top Model", une étape de la compétition.

### Carrière
Elle rejoint la chaine de télévision TV5 Monde en janvier 2018 en tant que présentatrice de la Tropicale Amissa Bongo. Elle poursuit sa carrière au Gabon au sein du pool audiovisuel de la communication présidentielle du Gabon en mars 2018. Elle est nommée au sein de la direction provisoire de la chaine de télévision Gabon 24 par le décret n°0152/MAPDN du 04 mai 2018. Elle est par la suite nommée directrice générale adjointe de la chaine le 26 février 2019 au cours d'un conseil des ministres. Elle seconde la journaliste Laetitia Carole Agowi Ngalibika, nommée directrice générale par le Conseil des ministres du 19 Octobre 2023.